# Aphelinus semiflavus
Aphelinus semiflavus är en stekelart som beskrevs av Howard 1908. Aphelinus semiflavus ingår i släktet Aphelinus och familjen växtlussteklar. Inga underarter finns listade i Catalogue of Life.